# 978 до н. е.

## Події
- Фараоном Єгипту замість Осоркона Старшого стає Сіамон